# Gmina Nynäshamn
Gmina Nynäshamn (szw. Nynäshamns kommun) – gmina w Szwecji, w regionie Sztokholm, z siedzibą w Nynäshamn.
Pod względem zaludnienia Nynäshamn jest 100. gminą w Szwecji. Zamieszkuje ją 24 670 osób, z czego 49,75% to kobiety (12 274) i 50,25% to mężczyźni (12 396). W gminie zameldowanych jest 1065 cudzoziemców. Na każdy kilometr kwadratowy przypada 69,3 mieszkańca. Pod względem wielkości gmina zajmuje 215. miejsce.